# Deblín (hrad)
Hrad Deblín se nacházel na severovýchodním okraji městysu Deblín v okrese Brno-venkov.
Deblínský hrad je poprvé doložen k roku 1234, kdy jej získal Ratibor z Deblína. Po něm jej držel jeho syn Jenec, který však v roce 1287 zemřel. Sídlo vlastnila Gertruda z Deblína, která se roku 1299 rozhodla darovat jej řádu německých rytířů. K tomu však nedošlo, hrad se zbožím se dostal do majetku Tasa z Lomnice, jehož potomci ho vlastnili do roku 1415. V průběhu 15. století jej dále držel Archleb z Věteřova a páni z Boskovic, od nichž hrad odkoupilo v roce 1466 město Brno. Ještě v roce 1570 se prameny zmiňují o hradu, posléze však kvůli nezájmu vlastníka zpustl. Části jeho zdiva byly zřetelné ještě na začátku 20. století.
Hrad se nacházel na severovýchodním okraji Deblína, z jihu a jihovýchodu jej chránily svahy Deblínského potoka, respektive Závistky. Jádro hradu (možná místo ještě staršího dvorce) bylo umístěno uprostřed roztroušené zástavby jihovýchodně od kostela svatého Mikuláše, mělo oválný tvar o rozměrech 45 × 40 m a bylo chráněno příkopem. Na předhradí (či v předpolí) byla ve druhé čtvrtině 13. století zahájena stavba trojlodního románského kostela, která však nebyla dokončena a ve 14. století byla nahrazena současným deblínským chrámem.